# Integrador
Um integrador é um circuito eletrônico que realiza um processo de integração (soma infinitesimal) dos sinais decorrentes da variação do sinal de entrada conforme sua variação no intervalo de tempo analisado. A integração é uma das operações fundamentais do cálculo, o inverso da diferenciação ou derivação. Um circuito que realiza a diferenciação é chamado circuito diferenciador.
Integradores podem ser construídos através de diversos tipos de circuitos, mas a forma mais comum é constituída de um amplificador operacional com realimentação negativa através de um capacitor. Uma tensão é aplicada, através de um resistor, na entrada inversora deste amplificador operacional e a entrada não inversora é aterrada. A corrente fornecida pela fonte é transmitida ao capacitor que, por sua vez, se carrega.
Pela análise do circuito:
{\displaystyle e_{s}=-{\frac {1}{R.C}}.{\frac {e_{e}}{s}}}
ou aplicando a transformada inversa de Laplace:
{\displaystyle e_{s}(t)=-{\frac {1}{R.C}}\int e_{e}(t)d(t)}
É um circuito que realiza a operação matemática denominada integração. Assim como o diferenciador, o circuito integrador nada mais que divisor de voltagem RC, a diferença é que o integrador o sinal é retirado do capacitor.
Para o integrador funcionar adequadamente, aconstante de tempo RC, deve ser muito maior em relação ao período do sinal de entrada. A constante de tempo deve ser pelo menos dez vezes maior que o período de entrada (Tin), ou seja:
RC≥ 10xTin
A) APLICAÇÕES
```
A aplicação mais comum de um integrador é a geração de uma tensão de saída na forma de uma rampa que apresenta uma linearidade no aumento ou na diminuição da tensão, semelhante a um 
dente
 de serra. Esta característica permite a utilização de integradores em geradores de varreduras nas repetidoras de radar, por exemplo.
```

B) Integrador com Amplificador Operacional
No integrador com Amp-OP, o componente de realimentação é um capacitor em vez de um resistor. O sinal usual de entrada são pulsos retangulares e o sinal de saída é uma rampa.